# Bajas de la guerra de la Triple Alianza

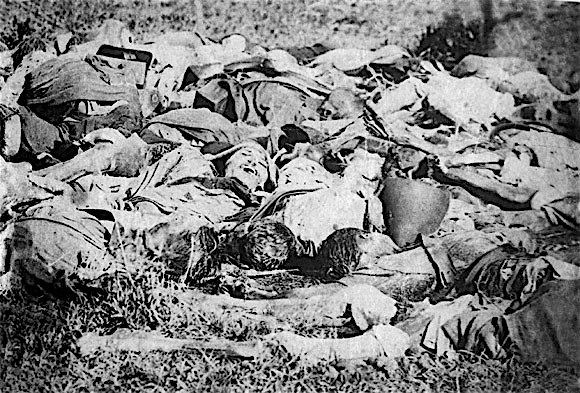
Paraguayos muertos después de la batalla de Boquerón (1866). La imagen es una fotografía de guerra por Bate & Cía de Montevideo.

Se desconoce el número de bajas de la guerra de la Triple Alianza (1864-1870). Hay numerosas estimaciones hasta que se ha llegado a afirmar: «determinar el tamaño de la población de Paraguay siempre ha sido un ejercicio de frustración».
La impresión general es que las bajas civiles y militares fueron inmensas; también hubo pérdida de población por causas no letales, como migración. El geógrafo holandés Jan Kleinpenning pensaba que el país perdió entre un cuarto y la mitad de su población, pero se han hecho estimaciones mucho más altas, todas las académicamente aceptadas varían de un 7% a 69% (incluyendo por migración).

## Estimación tradicional
La estimación tradicional dice que el Paraguay perdió al menos la mitad de su población, entre bajas militares y civiles (estas últimas principalmente por enfermedades, desnutrición y trastornos) y el 90% de los hombres en edad militar. Si eso es verdad, este conflicto fue proporcionalmente 10 o 20 veces más letal que la guerra civil estadounidense. Esta estimación se basaba parcialmente en evidencia anecdótica y un supuesto censo realizado en 1857 y que resultó en un millón trescientos mil habitantes. Esto implicaría una caída completamente catastrófica de la población. 
Esta cifra fue aceptada por la Encyclopædia Britannica de 1911 y es ilustrativa por la falsa precisión de la época. La población del Paraguay habría pasado de 1.337.439 (supuesto censo de 1857) a 28.746 hombres adultos, 106.254 mujeres mayores de 15 años y 86.079 niños.
En medios modernos la opinión dominante es de una pérdida de población cercana al 50% o un poco más, como la Encyclopædia Britannica de 2001 o en un artículo del The Economist. En 2015 la BBC y Reuters declararon que el país perdió más de la mitad de su población. Según Los Angeles Times perdió el 70% de sus varones.

## Estudios académicos modernos
El primer gran paso en la investigación moderna fue la constatación de que había una falsificación o gran error en las cifras de población prebélica, es decir, no había un millón trescientos mil paraguayos en 1857, algo que señaló en una fecha tan temprana como 1905 el erudito argentino Gabriel Carrasco.

### Gabriel Carrasco
A comienzos del siglo XX Carrasco fue de los primeros en criticar la población prebélica paraguaya ya popularmente aceptada. Para ello se basó en un estudio de las estimaciones anteriores conocidas y las fuentes de donde provenían.
Empieza reconociendo que la estimación de Félix de Azara, de 96.000 habitantes en 1793, cumple con los requisitos para considerarse cercana a la realidad. Después descarta los datos presentados por Bally en 1828 (250.000), Alfredo Marbais du Graty en 1852 (300.000), nuevamente Du Graty en 1857 (800.000) y Benigno T. Martínez en 1861 (1.300.000). El primero porque el país estaba cerrado en esa época y el autor no podía basarse siquiera en su propia experiencia. Al segundo le descarta el cálculo de 1852 porque en Paraguay no había cómo llegar a un resultado confiable, todo se basaba en la experiencia, mientras que el de 1857 es demasiado alto comparado con el anterior, parece ser propaganda, lo que hace del autor poco fiable. El de Martínez está basado en un supuesto censo de 1857 y para ser real exige una tasa de crecimiento demográfico que Carrasco cree demasiado alta si se le compara con los otros datos existentes. El supuesto censo de 1857 sería en realidad un estudio de Du Graty y que sólo era propaganda paraguaya para atraer inversión extranjera que aparece en su libro La Republique de Paraguay.
Posteriormente, Carrasco analiza los datos de la movilización paraguaya al comenzar la guerra. Según el británico Jorge Thompson los paraguayos hicieron una gran leva en 1865 en la que reclutaron 70.000 a 80.000 hombres entre 15 y 50 años. Si el ejército se componía de todos los hombres hubiera equivalido a un cuarto de la población, pero como se sabe que hubo muchas levas posteriores (muchas de ancianos y niños) así que debió ser un octavo de la población total. Redondeando las cifras, Carrasco acaba por estimar que los paraguayos al inicio del conflicto eran medio millón, probablemente algunas decenas de miles más, obviamente este cálculo depende de aceptar como correctos los datos de Thompson.
Sin embargo, debe mencionarse que la práctica de reclutar menores de edad fue común en el ejército paraguayo durante todo el conflicto, alcanzando una escala sin precedentes en Sudamérica por la exigencia de su gobierno de que todo varón debía combatir. En 1864, los partes de revista de las diversas unidades suman un total de 38.173 efectivos y a principios del año siguiente, ya alcanzaban los 50.000, pero en esa época aparecen testimonios de gran número de adolescentes en armas. A finales del conflicto, en 1869, se decretó que todo menor de 12 años era un adulto y hubo levas masivas de ancianos y adolescentes para movilizar un nuevo ejército cuando la guerra estaba perdida.
En 1872, un tal Adolph N. Schüttere (Schutter o Shutter) hizo un censo que dio una población total de 231.196 habitantes, de estos 56.000 eran miembros del ejército de ocupación. El número de inmigrantes eran 31.296. El componente no militar de extranjeros se componía principalmente de brasileños, argentinos, italianos o de nacionalidad mixta. Cuando los ejércitos ocupantes se retiren no pocos de los aventureros extranjeros que los seguían se quedarán en el país y formaran la burguesía nacional. Basados en los datos de los Anuarios Estadísticos del Paraguay, en el período 1870-1909 se avecindaron en el país 12.409 inmigrantes, destacando unos pocos miles de argentinos, italianos, españoles y alemanes y algunos cientos de británicos, brasileños, franceses y uruguayos.
Debe mencionarse también que entre cuatro y cinco mil paraguayos, argentinos, bolivianos y brasileños vagaban por la región platina trabajando temporalmente en las cosechas de hierba mate en los años 1870-1880. Sin embargo, en los años 1870, inmediatamente posteriores a la guerra, solo se instalaron de forma permanente 800 ingleses. En la década siguiente ingresan casi cinco mil argentinos y medio millar de brasileños. Estos fueron el grupo que aprovechó la inestabilidad política y las presiones de los países vencedores para hacerse de grandes latifundios cuando se vendieron los terrenos públicos. Lo cierto es que los nuevos gobiernos paraguayos promovieron la inmigración para estabilizar políticamente el país, reconstruir su economía, expandir la agricultura y fortalecer sus incipientes industrias, de ahí la venta libre de lotes de tierra, para atraer gran número de europeos deseosos de propiedades.
La falta de tierras unida a la devastación, produjo la emigración de muchos paraguayos, de hecho, en 1881 se ofrecían pasaje de retorno gratis, aunque muchos más se fueron del campo a la ciudad. A inicios del siglo XX decenas o cientos de miles emigraron a Formosa, Misiones, Corrientes, Chaco y Entre Ríos. Decenas de millares más escaparon a Brasil, a las zonas rurales de Mato Grosso. También, en 1876 vivían en Corumbá (Bolivia), seis mil paraguayos.
Posteriormente, en el censo de 1886 fueron nominalmente censados 239.774 habitantes y en el de 1899 490.719. De estos, un 60% eran mestizos o «gentes de color» y un 30% «blancos de linaje». En el último censo los extranjeros eran 18.286. Basado en esos datos, Carrasco cree que aproximadamente algo más de la mitad de los paraguayos murieron.

### John Hoyt Williams
En 1976, J. H. Williams publicó Observations on the Paraguayan Census of 1846 donde analizaba 20.000 páginas de documentos sobrevivientes al censo de 1846 ordenado por el presidente Carlos Antonio López. Corrigiendo las cifras sin procesar de las devoluciones faltantes, llegó a estimar que la población era de unos 240.000 paraguayos. Para estimar la población en 1864 asumió tasas de crecimiento anual de un 2,5% a 5%, resultando en 373.000 a 575.000 personas, mucho menos que lo señalado en el censo de 1857. En su opinión la cifra más probable es del 3%, dando 407.000 paraguayos al comienzo del conflicto. Concluyó que toda afirmación de que había más de un millón de paraguayos en 1864, con ausencia de migración, era absurda.
Sus críticos arguyen que el censo de 1846 sólo se habría realizado en Asunción y algunas zonas aledañas por el obispo Basilio Antonio López (1781-1859), siendo una fuente insuficiente. Cierto es que fue efectuado por los párrocos locales por orden del obispo sin haber reglas generales sobre cómo realizarlo, lo que hace variar la calidad de los datos de una parroquia a otra. Sin embargo, sigue siendo el «único censo fiable» previo a la guerra en el siglo XIX.

Paraguay cuenta con el censo de 1846, ordenado por Carlos Antonio López y preparado por el obispo de Paraguay, Basilio López. La información fue relevada por partidos y no guarda homogeneidad de procedimientos, lo cual no afecta la calidad de la información necesitada. Los datos de algunos distritos están perdidos y se consideró la información derivada por Williams (1976: 427-429) como la más adecuada.

### Vera Blinn Reber
La visión tradición fue aún más desafiada por V. B. Reber en The Demographics of Paraguay: A Reinterpretation of the Great War, 1865-1870 de 1988. Incluso con las armas de destrucción más sofisticadas desarrolladas desde 1914, las pérdidas de población jamás fueron ni remotamente a niveles del 50%.
Señaló que las estimaciones se solían basar en comparaciones entre los datos de censos de antes y después de la guerra. Descubrió que el censo de 1857 jamás se llevó a cabo, era propaganda gubernamental. Considerando que sólo había cuatro censos paraguayos relativamente fiables: 1792, 1846, 1886 y 1899, y aceptando los cálculos de Hoyt para el segundo, consideró válida una tasa de crecimiento anual del 1,48% (lo que, según ella, es compatible con las tasas de crecimiento de otras sociedades latinoamericanas de la época). Por eso, antes de la guerra debía haber unos 300.000 paraguayos. 
Por separado, también investigó el índice de masculinidad posterior al conflicto, demostrando con evidencia que era mucho menor al tradicional de 10 mujeres por cada hombre mayor de 30 años, sino de 3 por cada uno. Así, su análisis llegaba a la conclusión que las bajas por la guerra estaban enormemente exageradas y correspondían al 7% a 18,5% de la población.
De acuerdo a Reber, las muertes en combate no fueron la única causa de la pérdida de población del Paraguay:
| Causa                 | % mínimo | % máximo |
| --------------------- | -------- | -------- |
| Combate               | 5,0      | 8,0      |
| Cólera                | 1,0      | 3,0      |
| Fiebre amarilla       | 0,5      | 1,0      |
| Otras enfermedades    | 1,0      | 3,0      |
| Migración             | 1,0      | 3,0      |
| Pérdida de territorio | 0,2      | 0,5      |

### Whigham y Potthast
Reber fue desafiado por Whigham y Potthast en Some Strong Reservations: A Critique of Vera Blinn Reber’s "The Demographics of Paraguay: A Reinterpretation of the Great War, 1864-70". No discreparon del hallazgo de Reber de que el supuesto censo de 1857 era espurio, pero dijeron que no había razón para suponer que la tasa de natalidad paraguaya era la misma que en otros países latinoamericanos, porque la cultura de ese país era única. Preguntaron qué podría haber causado las estimaciones tradicionales de pérdida de población y argumentaron que el suponer que la evidencia era simplemente anecdótica era insuficiente. En breve respuesta, Reber dijo que la crítica de ambos autores, al no usar técnicas demográficas, era insuficiente.
En una nota al pie de página en un artículo de Journal of Latin American Studies, Mario Pastore dijo que en su ataque a Reber, Whigham y Potthast lo habían tergiversado. Por otra parte, dijo de las estimaciones de Reber «que se basaba en una regresión no lineal con muy pocos grados de libertad».

### La piedra de Rosetta paraguaya
En 1999 Whigham y Potthast volvieron al debate.
Primero, argumentaron que la estimación de población hecha por Williams basada en el censo de 1846 tenía que ser analizada; él estaba trabajando con datos incompletos (parroquias faltantes y falta de recuento de algunos grupos étnicos y niños). Debe mencionarse que los resultados (incompletos) del censo fueron 238.862 habitantes. Además, 1846 fue solo dos años después de una epidemia de viruela que debe haber reducido la población. En consecuencia estimaban una población de 420.000 a 450.000 personas.
Segundo, estaba el reciente descubrimiento por Hugo Mendoza en los archivos nacionales paraguayos de un censo en 1870.
Este censo había sido ordenado por el Gobierno Provisional, es decir, el gobierno de Paraguay que operaba bajo los ejércitos ocupantes aliados. Whigham y Potthast aclamaron este descubrimiento como la "piedra de Rosetta paraguaya" y llamaron a su artículo The Paraguayan Rosetta Stone: New Insights into the Demographics of the Paraguayan War, 1864 -1870.

¿Cuántos paraguayos murieron o fueron desplazados por la Guerra de la Triple Alianza? Todos nuestros hallazgos indican que el número debe haber sido tremendo. Las referencias anteriores a una pérdida del 18 por ciento, una pérdida del 30 por ciento o incluso una pérdida del 50 por ciento ahora deben apartarse. La verdadera cifra parece haber alcanzado del 60 al 69 por ciento.

Este documento atrajo las críticas del geógrafo humano holandés Jan Kleinpenning en su documento Strong Reservations about “New Insights into the Demographics of the Paraguayan War”. Kleinpenning preguntó cómo sabían que el censo era confiable ya que en 1870 «Paraguay era un país completamente dañado y desorganizado». A menos que se suponga una inviable tasa de crecimiento grande, sus cifras entran en conflicto con los censos posteriores. También criticó al periódico por no usar ciertos datos de población, disponibles durante mucho tiempo en fuentes en alemán, incluido un censo de 1873 que situó a la población en 221.079. Resumiendo su crítica, el profesor Kleinpenning escribió:

Para concluir, parece que Whigham y Potthast han considerado con demasiada facilidad los datos del censo de 1870 como datos confiables, entusiastas por haber encontrado una nueva fuente de información sobre la población de posguerra en Paraguay. Han prestado muy poca atención a otras figuras de posguerra y al trabajo de Reber.

Debe mencionarse que el censo de 1873 aparece primero en una comunicación para el Gotha Almanach que escribió el vicecónsul alemán en Buenos Aires, Joseph Duesberg, el 1 de enero de ese año, y que fue publicado en el Die Bevölkerung der Erde de 1875. Sin embargo, el geógrafo escocés Alexander Keith Johnston recorrió el país en 1874, publicando sus impresiones en The Geographical Magazine. Después de consultar a los jefes políticos paraguayos, estos les informaron de cálculos aproximados de habitantes que había por departamento y llegó a la conclusión que no debía haber más de cien mil personas. Él tenía los datos de Duesberg a mano y cuando consultó sobre el censo a las mismas personas nadie recordaba que se llevara a cabo en 1873.
A pesar de sus críticas, el holandés concluyó de la siguiente manera:

Debido a que Whigham y Potthast han hecho un intento serio para corregir los resultados del censo de 1846 y la tasa de crecimiento anual que ellos suponen parece ser realista, me inclino a tomar como base sus cifras de 1846. En ese caso, las pérdidas de población debido a la guerra se encuentran entre el 43,1 y el 51,5 por ciento. Este rango es menor al sugerido del 60 al 69 por ciento, pero sigue perfectamente en línea con lo que siempre se ha dicho: cuando terminó la Guerra de la Triple Alianza, Paraguay había perdido aproximadamente la mitad de su población. Las pérdidas fueron, en mi opinión, algo menos dramáticas que las calculadas por Whigham y Potthast. Sin embargo, esta interpretación sigue siendo triste. El cálculo más optimista que se puede extraer, utilizando la figura de Reber, es que al menos un cuarto de la población paraguaya se perdió.

En su propia respuesta Comment on “The Paraguayan Rosetta Stone”, Reber no tiene una alta estima por esa "piedra de Rosetta".

El análisis de Whigham y Potthast del recuento de 1870 se vuelve más cuestionable al compararlo con el censo de 1886... Si uno acepta tanto el conteo de Whigham y Potthast como el censo revisado para 1886, la población paraguaya habría crecido en 16 años de 166.351 a 329.645. Ningún país puede duplicar su población en dieciséis años sin una gran inmigración. No existe tal registro [de inmigración] para Paraguay (sic).

Debe aclararse que Reber se equivoca al escribir el resultado del censo de 1886, en la verdad fue de 239.645 habitantes contabilizados. De ese total, 100.262 eran varones y 139.512 féminas. En el mismo empadronamiento, los datos indican que había 97.663 menores de 15 años, es decir, nacidos después de la guerra, de los que 49.237 mujeres y 48.426 varones.
En su respuesta Refining the Numbers: A Response to Reber and Kleinpenning, Whigham y Potthast atacaron el documento de Reber con gran detalle. Se pueden resumir sus respuestas a dos críticas principales: que era improbable que un censo realizado por paraguayos derrotados bajo las órdenes de un gobierno provisional sostenido por los Aliados ocupantes fuera confiable, y que su recuento implicó un aumento de población inviable en los siguientes dieciséis años.
Para el primero, según ellos, Reber dice que los paraguayos no colaboraron con el censo porque creían que eran reclutadores militares. Desde finales de 1869 el ejército paraguayo había desaparecido, y era muy poco probable que la gente confundiera a los funcionarios del censo con reclutadores militares. Sin embargo, debe tenerse en cuenta que muchos varones adultos evitaban aparecer en los censos pues temían que sirvieran de herramienta a la hora de organizar levas, esto se hizo aún más fuerte en el período posterior a la guerra, donde las frecuentes disputas políticas se resolvían por las armas.
Para el segundo, ambos autores sostienen que en una situación de posguerra con cuatro a cinco mujeres por hombre y la presencia de un ejército de ocupación masculino, las tasas de natalidad debieron ser más altas que en circunstancias normales. Por eso, toda especulación sobre el crecimiento de la población durante los años 1880 basada en tasas de natalidad normales debe descartarse. Aunque estimaciones más modernas aumentan el índice de masculinidad a 2,2 mujeres por hombre, y entre los mayores de 15 años a 3,7 por varón. Siempre muy lejos del mito del «"país de las mujeres"» donde había diez féminas por hombre.
Respecto al censo realizado en 1870, los resultados expuestos por Whigham y Potthast dan la cifra total de 116.351 paraguayos (dos tercios féminas). De los varones, tres de cada cinco eran menores de 15 años. Considerando que había gran número de desplazados o cautivos que aún no volvían a sus hogares y hubo muchos partidos (distritos) que no enviaron sus conteos, los historiadores estiman que no fueron registrados otros 25.000 a 50.000 personas. Por ello se estima que la cifra real debía variar entre los 141.351 y 166.351 habitantes. Otra causa de tal inexactitud es la costumbre de la época de subestimar el número de niños.
La principal causa de la mortalidad fueron los combates (lo que se evidencia en la casi desaparición de la población masculina adulta). Ante la escasez de hombres y falta de animales de tiro por la movilización, fueron las mujeres, ancianos y niños quienes intentaron trabajar la tierra pero no fue suficiente, causando una hambruna que los debilito aún más para el trabajo agrícola y los hizo vulnerables a las enfermedades.
También hubo una migración, no masiva pero si importante, de paraguayos que mendigaban comida en Mato Grosso y Corrientes.
Estas estimaciones modernas coinciden con los datos proporcionados por el viajero, espía y diplomático Richard Francis Burton (1821-1890), quien recorrió los campos de batalla paraguayos entre septiembre de 1868 y mayo de 1869:

Podemos, creo yo, adoptar con certeza las 220,000 almas del censo del Dr. Francia de 1840, y duplicar el número para 1865, obteniendo así 450,000 habitantes, de los cuales 110,000 estarían enrolados con edades entre quince y cincuenta y cinco años, y quizás 150,000 de doce a sesenta años de edad. Es evidente que la población masculina debe estar ahora prácticamente destruida o deportada. Desde comienzos de 1865, los matrimonios han sido raros, y últimamente han dejado de ser contraídos. Paraguay probablemente quedará en este momento con una población de 200,000 mujeres y niños (...). A menos que el Paraguay establezca la poligamia, su historia está llegando a su fin.

| Datos del censo de 1870 por edad y género |             |               |           |         |
| Grupo                                     | Menos de 12 | Entre 12 y 50 | Más de 50 | Total   |
| Mujeres                                   | 19.549      | 39.412        | 11.585    | 71.224  |
| Hombres                                   | 19.785      | 9.761         | 4.505     | 34.051  |
| Total                                     | 39.334      | 49.173        | 16.090    | 116.351 |
| Índice de masculinidad                    | 1           | 4             | 2,6       | 2,1     |

### Postura Paraguaya
Por último, debe mencionarse a los sectores paraguayos que rechazan estas estimaciones acusándolas de favorecer una historiografía «con un notorio sesgo anti-paraguayo y anti-lopista». Supuestamente, éstas se basan en el Despacho Confidencial Nº 76 de Edward Thornton, ministro británico en Buenos Aires, a Lord Russell, quien no habría conocido realmente el país y tendría una mala opinión de él:

«El Presidente [López] ha pretendido frecuentemente y me lo ha dicho hasta a mí mismo que a consecuencia de la continua y prolongada paz que ha habido en la República, la población ha aumentado muy considerablemente y ahora excede de dos millones de habitantes. Acerca de este punto no hay datos precisos (...) pero hasta donde yo sé, no hay bajo banderas [en el Ejército] más de 40.000 hombres, a lo sumo, muchos de los cuales no cuentan más de catorce años de edad. Admitiendo pues la posibilidad de reunir 50.000, suponiendo que estos sean una octava parte de la población, ésta no puede exceder de 400.000 almas. Tengo una opinión desfavorable del conocimiento militar del Oficial Paraguayo y de la destreza del soldado en el manejo de las armas de fuego, pero poseen ciertamente una cualidad buena: la obediencia ciega...». Carta de Thronton a Lord Russell, Asunción, 6 de septiembre de 1864.

También se apoyan en los datos del coronel Francisco Wisner de Morgenstern sobre un censo gubernamental realizado en 1830, mantenido en reserva pero al que pudo acceder, dando un total de 375.000 personas sin contar ciertas regiones pobladas por indios. El mismo militar afirmaba, según documentos de 1871, que el país tenía siete años antes, en 1864, justo antes de empezar el conflicto, 1.200.000 habitantes. Por último, citan los censos de finales del siglo XVIII, como los de 1761, 1782 o 1799. y aplicándoles las tasas de crecimiento demográfico anual estimadas por Thomas Whigham (2,5%) y Richard Alan White (3%) les lleva a afirmar que en 1864 bien podían haber novecientos mil o millón y medio de paraguayos.
En el año 2022, se publicó un trabajo paraguayo sobre los padecimientos de la población del Paraguay durante la Guerra de la Triple Alianza, que tuvo notable repercusión en dicho país, en el contexto de unas investigaciones realizadas sobre la Guerra de la Triple Alianza en el Parlasur.
Entre varios argumentos y posturas, dicha obra ha presentado duras refutaciones a los trabajos de la línea "anglosajona" en la materia en varios aspectos, señalando que los censos de la posguerra, según fuentes paraguayas o extranjeras de esa época, nunca han sido consideradas como válidas pues se sabía que eran de nulo valor a causa de la calamitosa situación del país en ese entonces. También alegan los autores de dicho libro que en el período de la posguerra llamado "Ocupación Aliada de 1869 - 1878", la mortandad del pueblo paraguayo fue "quizás tanta como durante la guerra" a causa de las pestes, penurias, hambrunas, matanzas y desplazamientos poblacionales. Para los autores de la obra, la población paraguaya tendría que hallarse en torno a 1.200.000 habitantes antes del estallido de la Guerra de la Triple Alianza, basados en varios estudios numéricos y de datos de fallecimientos que se dieron durante la posguerra.

### Pérdidas aliadas
Solo Reber ha estudiado las bajas de la Triple Alianza. Según él, el difícil cálculo de las fuerzas aliadas en combate es el principal obstáculo para los expertos. Si el tratado exigía a Brasil contribuir con 40.000 soldados, a Argentina con 25.000 y a Uruguay con 5.000, a comienzos de 1865 Brasil y Uruguay estaban un 20% por debajo y Argentina aportaba menos de la mitad de lo prometido. La férrea resistencia paraguaya y el costo de la guerra para los aliados le hacen suponer que probablemente jamás contaron con muchos más soldados que los iniciales, debiéndose reemplazar constantemente las bajas. En agosto de 1867 en el frente había 36.000 brasileños, 6.000 argentinos y 1.500 uruguayos en serias dificultades para subsistir por la falta de alimentos, caballos, ganado y refugio. A fin de cuentas, el número de efectivos aliados se desconoce y probablemente las bajas fueron exageradas. Según Reber, estimaciones modernas de que Argentina desplegó 30.000 combatientes en la guerra (1,6% de su población) son completamente irreales, por citar un ejemplo. Las bajas militares brasileñas debieron ser de 23.917 a 165.000, un rango extremadamente amplio.